# Rząd Kazimierza Badeniego
Rząd Kazimierza Badeniego – rząd austriacki, rządzący Cesarstwem Austrii w okresie od 30 września 1895 do 30 listopada 1897.

## Skład gabinetu
- premier – Kazimierz Badeni
- rolnictwo – Johann Ledebur-Wicheln
- handel – Hugo Glanz von Eicha
- wyznania i oświata – Paul Gautsch von Frankenthurn
- finanse – Leon Biliński
- sprawy wewnętrzne – Kazimierz Badeni
- sprawiedliwość – Johann Nepomuk Gleispach
- obrona krajowa – Zeno Welser von Welsersheimb
- koleje – Emil von Guttenberg
- minister bez teki (do spraw Galicji) – Leon Biliński (1895–1896), Edward Rittner (1896–1897)

## Działalność
- Badeni w październiku 1895 zniósł stan wojenny w Pradze co załagodziło konflikt niemiecko-czeski.
- Badeni doprowadził do końca reformę prawa wyborczego. W dniu 5 maja 1896 wprowadził piątą kurię, liczącą 72 posłów, z czego na Galicję przypadło 15 mandatów. Tym samym Izba Posłów zwiększyła się do 425 osób.
- Klęską rządu zakończyła się próba wprowadzenia języka czeskiego, jako urzędowego w sądach i urzędach oraz zobowiązanie urzędników do opanowania tego języka w ciągu 3 lat na terenie Czech, Moraw i Śląska. W wyniku oporu w Radzie Państwa ze strony posłów niemieckich oraz manifestacji ulicznych cesarz Franciszek Józef I zdymisjonował Badeniego.